# Landkreis Dietfurt (Wartheland)

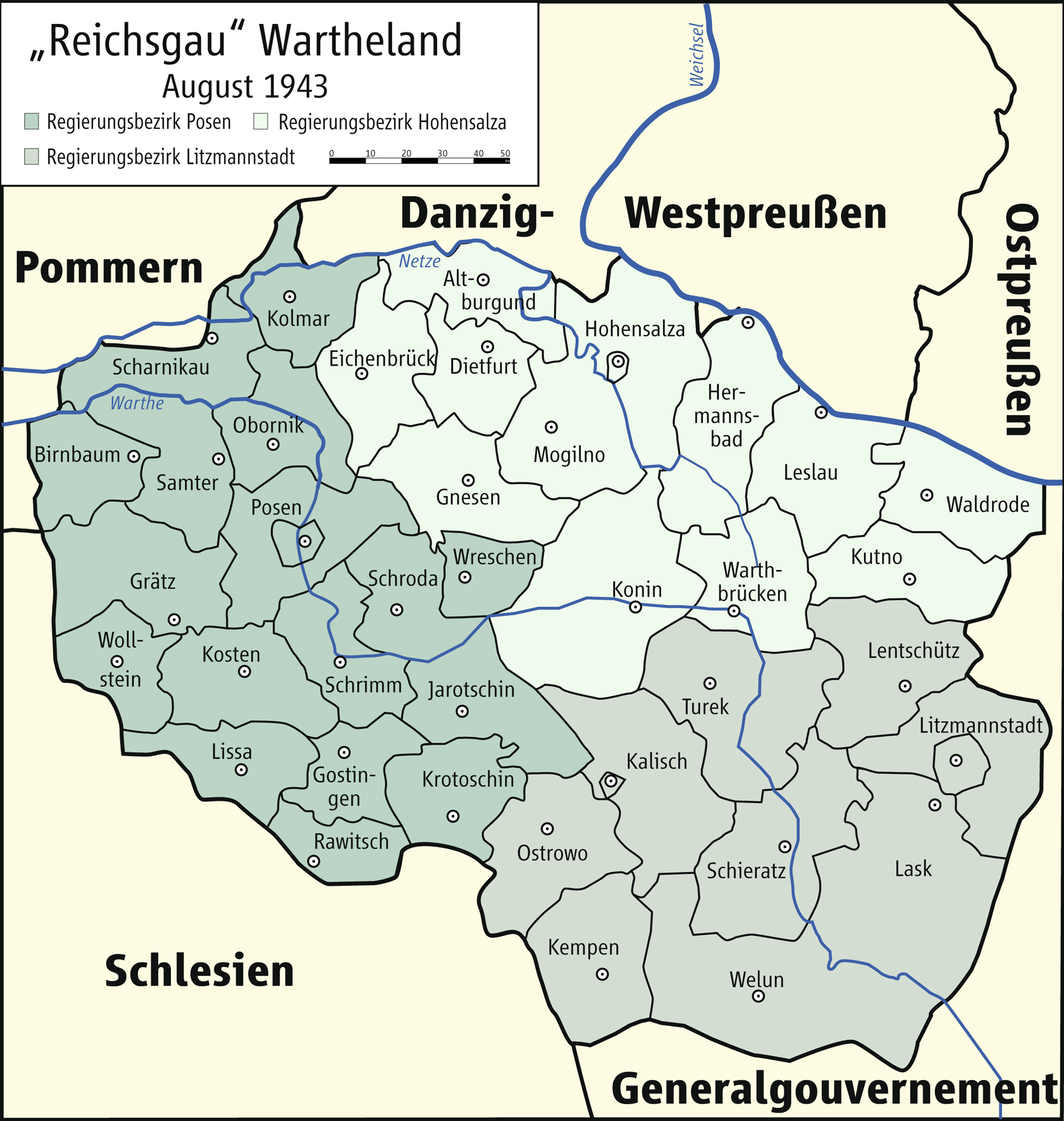
Regierungsbezirke und Kreise im Reichsgau Wartheland

Landkreis Dietfurt (Wartheland) war während des Zweiten Weltkrieges der Name einer deutschen Verwaltungseinheit im besetzten Polen (1939–45).

## Vorgeschichte (1815 bis 1919)
Das Gebiet um die westpolnische Stadt Żnin gehörte von 1815 bis 1919 als Kreis Znin zur preußischen Provinz Posen. Im Zuge des Großpolnischen Aufstandes kam Żnin am 18. Januar 1919 unter polnische Kontrolle und wurde am 28. Juni 1919 mit der Unterzeichnung des Versailler Vertrags offiziell an das neu gegründete Polen abgetreten.

## Verwaltungsgeschichte
Zu Beginn des Zweiten Weltkrieges besetzten deutsche Truppen den westpolnischen Powiat Żnin, die Kreisstadt Żnin wurde am 9. September 1939 eingenommen.
Am 26. Oktober 1939 wurde der Powiat unter der Bezeichnung Landkreis Dietfurt (ab dem 21. Mai 1941: Landkreis Dietfurt (Wartheland)) völkerrechtswidrig an das Deutsche Reich angeschlossen, was als einseitiger Akt der Gewalt völkerrechtlich aber unwirksam war. Der Landkreis wurde Teil des Regierungsbezirkes Hohensalza im Reichsgau Wartheland.
Sitz des deutschen Landratsamtes wurde die Kreisstadt Żnin (Dietfurt).
Mit dem Einmarsch der Roten Armee im Januar 1945 endete die deutsche Besetzung.

## Politik

### Landkommissar
1939–9999: Heinz Müller-Hoppenworth

### Landräte
1939–9999: Heinz Müller-Hoppenworth (vertretungsweise)
1939–1943: Herbert Banse (bis 1941 kommissarisch)
1943–9999: Heinrich Bork (vertretungsweise von Mai bis Oktober)
1943–1945: Karl-Hermann Zülch (kommissarisch)

## Kommunale Gliederung
Die 119 Ortschaften des Landkreises wurden zunächst in 8 Amtsbezirken zusammengefasst. Am 1. Januar 1942 wurde der Amtsbezirk Żnin zur Stadt nach der Deutschen Gemeindeordnung von 1935 ernannt, am 1. April 1943 der Amtsbezirk Janowiec Wielkopolski. Am 1. Januar 1942 wurden zwei Amtsbezirke zusammengelegt. Gegen Ende der Besetzung bestand der Landkreis aus zwei Städten und 5 Amtsbezirken.

## Größe
Der Landkreis Dietfurt hatte eine Fläche von 741 km².

## Bevölkerung
Der Landkreis Dietfurt hatte im Jahre 1941: 42.022 meist polnische Einwohner. Die deutschen Besatzungsbehörden vertrieben zwischen dem 1. Dezember 1939 und dem 31. Dezember 1943 über 5500 Polen aus dem Gebiet.
Im Gebiet lebte eine kleine deutsche Minderheit, während der Besetzung wurden zusätzlich Deutsche angesiedelt. Gegen Ende der Besetzung verließ der Großteil das Gebiet.
Die jüdische Bevölkerung wurde ins Generalgouvernement deportiert und dort ermordet.
Anfang 1942 befand sich dort die RAD-Abteilung K 4/36, die im folgenden Sommer geschlossen frontnah im Mittelabschnitt der besetzten Gebiete der Sowjetunion eingesetzt wurde.

## Ortsnamen
Die lokalen Besatzungsbehörden versahen sofort alle Ortschaften im Kreisgebiet mit deutschen Namen, obwohl offiziell laut unveröffentlichtem Erlass des Innenministers vom 29. Dezember 1939 zunächst die 1918 gültigen deutschen Bezeichnungen weitergelten sollten. Am 18. Mai 1943 wurden für alle Orte mit einer Post- oder Bahnstation im Wartheland deutsche Namen festgelegt, wobei es wiederum zu Abweichungen kam.
Liste der Städte und Amtsbezirke im Landkreis Dietfurt:
| polnischer Name       | deutscher Name (1918) | deutscher Name (1939–1945)            |
| --------------------- | --------------------- | ------------------------------------- |
| Gąsawa                | Gonsawa               | Gerlingen                             |
| Janowiec Wielkopolski | Janowitz              | Jannowitz                             |
| Rogowo                | Rogowo                | 1939–1943 Seebrück 1943–1945 Roggenau |
| Żarczyn               | Sartschin             | Sassenfeld                            |
| Żnin                  | Znin                  | Dietfurt                              |

## Ein Beispiel für die Umbenennung
Rom – Wittenberg und zurück – In den Jahren 1894/95 wurde eine 32 km lange Strecke der kreiseigenen Schmalspurbahn von der Kreisstadt Znin in südwestlicher Richtung nach Oschnau Bahnhof (Ośno) eröffnet. Bei km 21,3 befand sich der Haltepunkt für die Ortschaft Rom, die damals 155 Einwohner zählte.
Nachdem der Kreis 1919 an Polen gefallen war, erhielt das Dorf den Namen Rzym. Während der Besetzung im Zweiten Weltkrieg wurde diese Benennung wieder abgeschafft. Man griff jedoch nicht auf den früheren Namen Rom zurück, der wohl den neuen Machthabern allzu „katholisch“ vorkam. Man „reformierte“ ihn und nannte das Dorf nun – wie die Lutherstadt – Wittenberg (Posen). So steht es in Kochs Stationsverzeichnis, 52. Auflage, Nachtrag 1940, Seite 51.
Allerdings erscheint im Kursbuch der Deutschen Reichsbahn für 1943 der Bahnhof Rosenberg an dieser Stelle und im Fahrplan vom 3. Juli 1944 in der Tabelle 130 × der „Dietfurter Eisenbahn“ wieder der frühere Stationsname Rom (Wartheland).